# Alliance des professeures et professeurs de Montréal
L'Alliance des professeures et professeurs de Montréal est un syndicat québécois fondé en 1919 qui regroupe les enseignantes et les enseignants des écoles publiques primaires et secondaires ainsi que des centres d'éducation des adultes et de formation professionnelle du Centre de services scolaire de Montréal (CSSDM) et le personnel de l’École Peter Hall et du Centre Académique Fournier. Il est affilié à la Fédération autonome de l'enseignement.